# Pedro Luis Lazo
Pedro Luis Lazo Iglesias (Pinar del Río, 15 de abril de 1973) é um jogador cubano de beisebol, arremessador de ponta da seleção do país. Ele é usado normalmente como suplente em competições internacionais, embora seja iniciador na Série Nacional de Beisebol, onde joga pelo Pinar del Río. Sua bola rápida é marcada perto de 95 mph, e sua slider em mais de 80.
Lazo foi parte das equipes cubanas vencedoras da medalha de ouro em Atlanta 1996 e Atenas 2004, e da prata em Sydney 2000. No título da Copa do Mundo de 2005, ele teve 2 vitórias, nenhuma derrota e 2 salvamentos, com uma ERA de 0,54 em 16.2 entradas. Participou do Clássico Mundial de Beisebol de 2006, registrando um impressionante salvamento de 4.2 entradas contra a República Dominicana nas semifinais. Esteve também na Copa do Mundo de 2007.